# 插座效率
在光學中的插座效率（wall-plug efficiency）是指系統將電力轉換為光功率的能量轉換效率。定義為辐射功率（輸出的總光功率）和輸入電力的比值。